# Mokra Gora, Užice
Mokra Gora (izvirno srbsko Мокра Гора) je naselje v zahodni Srbiji, ki upravno spada pod Mesto Užice; slednja pa je del Zlatiborskega upravnega okraja. Naselje je danes poznano po izhodiščni železniški postaji turistične ozkotirne železnice, imenovane Šarganska osmica.

### Prebivalstvo
V naselju živi 517 polnoletnih prebivalcev, pri čemer je njihova povprečna starost 46,2 let (43,4 pri moških in 48,8 pri ženskah). Naselje ima 237 gospodinjstev, pri čemer je povprečno število članov na gospodinjstvo 2,55.
To naselje je, glede na rezultate popisa iz leta 2002, večinoma srbsko, a v času zadnjih treh popisov je opazno zmanjšanje števila prebivalcev.
|  |

| Demografija | Demografija     | Demografija     |
| Leto        | Št. prebivalcev | Št. prebivalcev |
| ----------- | --------------- | --------------- |
|             |                 |                 |
|             |                 |                 |
|             |                 |                 |
|             |                 |                 |
| 1948        | 1398            |                 |
| 1953        | 1468            |                 |
| 1961        | 1310            |                 |
| 1971        | 1139            |                 |
| 1981        | 870             |                 |
| 1991        | 816             | 816             |
| 2002        | 609             | 605             |
|             |                 |                 |

| Etnična sestava po popisu iz leta 2002 | Etnična sestava po popisu iz leta 2002 | Etnična sestava po popisu iz leta 2002 | Etnična sestava po popisu iz leta 2002 | Etnična sestava po popisu iz leta 2002 |
| -------------------------------------- | -------------------------------------- | -------------------------------------- | -------------------------------------- | -------------------------------------- |
| Srbi                                   | Srbi                                   |                                        | 599                                    | 99,00%                                 |
| Jugoslovani                            | Jugoslovani                            |                                        | 1                                      | 0,16%                                  |
| Neznano                                | Neznano                                |                                        | 0                                      | 0,0%                                   |